# 劉萬來
劉萬來（1929年11月20日—2016年2月17日），臺灣南投縣水里鄉人，中學教師與譯者，曾漢譯日文著作達500本以上。並擔任嘉義縣文獻委員，協助編修縣志。

## 生平
劉萬來在1942年進入嘉義農林學校（嘉義大學的前身）就讀。1945年，第二次世界大戰結束，日本投降，中華民國接管台灣。在1947年二二八事件中，劉萬來的兩位同學被政府帶走，就此失蹤，他後來於自傳哀悼臺灣因此失去了菁英。
1948年，進入嘉義縣的小學教書。畢業後先後進入三和、柳溝、秀林及大林國小任教，期間曾至新竹師專（國立新竹教育大學的前身）進修。
劉萬來曾受日本教育，精通日文，有一天，一位溪口鄉友人詢問他是否有興趣翻譯日文書籍，不久台南出版商「大山書店」負責人拜訪，開始他長達四分之一世紀的翻譯生涯。從1969年開始，開始為大山書店翻譯各式日文圖鑑書籍，因當時並無著作權的觀念得以大量翻譯。
當時為戒嚴時期，劉萬來在翻譯日文書時需避嫌，如「日本火車」改成「亞洲火車」（但與二次大戰太平洋戰爭及軍武相關的內容，則屬少數得以保留的例外）；動漫畫、特攝作品類型題材書籍中出現的日本人名也將之中文人名化，或是將涉及日式文化的名詞如「宇宙戰艦大和號」也更改為「宇宙戰艦黃帝號」等；並需要加入黨國文宣，像是在1978年大山書店所出版，翻譯竹島紀元所著的《電氣機關車圖鑑》（原書名《もっともくわしい 電車 機関車図鑑》）中，就插入了十大建設等內容，翻譯語氣也帶著反日。
劉萬來的女兒劉碧真、劉碧玉表示，父親最早翻譯日文書是為賺外快，之後經濟不虞匱乏，因此義務去教日文或幫人翻譯，或把所得捐出去，早年還曾在大林民眾服務社成立「博愛小組」募款急難。他大量翻譯日本1960至1980年代期間出版的各類青少年讀物，造就了臺灣許多鐵道迷、船艦迷、甚至動漫與特攝迷等。台灣鐵道研究者，亦為台灣師範大學地理系教授洪致文稱讚他對這一輩鐵道迷的啟蒙有非常大的影響，並戲稱在那個書籍審查制度的年代竟然有人敢翻譯這些「日本宅書」。
1980年，劉萬來透過日本友人，去大阪找到影響他最深的小學教師安藤老師見面。1995年，由教師退休，共任教47年。退休後仍繼續教學、致力公益，曾任嘉義南華大學志工，並爭取大林慈濟醫院創建。
2016年2月17日，晚年罹患肺病、糖尿病的劉萬來，在大林鎮家中安詳去世，並有學生來為他送最後一程。

## 著作
- 《一個老KANŌ的回憶：大林之子劉萬來自敘》（魚籃文化＼2015年） ISBN 978-986-89769-1-7　歷史學者周婉窈寫序[6]。

## 譯作
直到1994年為止，劉萬來漢譯日文著作達500本，主要多以1970至1980年代期間為大山書店翻譯出版的各種青少年讀物為主。譯作題材廣泛，涵括軍武、航空、鐵道、美勞、自然生態、科幻文學、科學、靈異、運動、命相、性教育、克蘇魯神話等不同範疇，還包括與動漫畫作品相關的書籍，如《銀河鐵道999》、《太空突擊隊》（均為小說版），以《宇宙戰艦大和號》為底本的《宇宙戰艦黃帝號》，以及《機動戰士鋼彈》相關的《鐵人甘達》等，還包括特攝作品題材的《超人力霸王》、《假面騎士》、《超級戰隊》、《哥吉拉》，甚至有指點少女儀態打扮的《少女裝扮月曆》等。
嘉義縣政府曾請劉萬來翻譯大林公學校（今嘉義縣大林國小）校長柳本貞吉於1933年所編的《大林庄民讀本》。